# Ачадовка
Ачадовка — деревня в Зубово-Полянском районе Мордовии России. Входит в состав Новопотьминского сельского поселения.

## История
Основана в после отмены крепостного права переселенцами из села Ачадово.

## Население
| 2002 | 2010 |
| ---- | ---- |
| 32   | ↘29  |

Национальный состав
Согласно результатам Всероссийской переписи населения 2002 года, в национальной структуре населения мордва-мокша составляли 94 %.